# Zehntausend-Buddha-Halle und Kongshui-Höhle
Die Zehntausend-Buddha-Halle (chinesisch 万佛堂, Pinyin Wànfótáng) und Kongshui-Höhle (kǒngshuǐ dòng,  孔水洞) liegen im Westen des Dorfes Wanfotang 万佛堂村 der Großgemeinde Hebei im Pekinger Stadtbezirk Fangshan.
In der Kongshui-Kalksteinhöhle befinden sich Statuen und Inschriften an den Wänden. In der oberhalb davon gelegenen Wanfotang („Zehntausend-Buddha-Halle“) sind die Wände mit vielen Buddha-Steinstatuen versehen. Die Kongshui-Höhle mit einem der größten unterirdischen Quellen in Peking ist von großem Wert für die Erforschung der religiösen Kunst der Sui- und Tang-Dynastien.
Eine Ziegelpagode aus der Zeit der Liao-Dynastie befindet sich oberhalb am Berg.
Die Zehntausend-Buddha-Halle, Steinschnitzereien der Kongshui-Höhle und Pagode (Wanfo tang, Kongshui dong shike ji ta 万佛堂、孔水洞石刻及塔) stehen seit 2001 auf der Liste der Denkmäler der Volksrepublik China (5-200).